# Stenele aletis
Stenele aletis är en fjärilsart som beskrevs av Felder 1862. Stenele aletis ingår i släktet Stenele och familjen mätare. Inga underarter finns listade i Catalogue of Life.